# Junceella delicata
Junceella delicata är en korallart som beskrevs av Manfred Grasshoff 1999. Junceella delicata ingår i släktet Junceella och familjen Ellisellidae. Inga underarter finns listade i Catalogue of Life.